# Randall Flagg
Randall Flagg este un personaj fictiv creat de Stephen King.
Flagg a apărut în șapte romane scrise de către King, uneori ca antagonistul principal și în altele având doar scurte apariții. De multe ori apare sub diferite denumiri, majoritar abreviat cu inițialele RF. Există și excepții de la această regulă în seria Turnul întunecat unde numele cel mai des folosit al lui Flagg este Walter o'Dim. Flagg este descris ca "un vrăjitor desăvârșit și un slujitor devotat al întunericului exterior" posedând abilități supranaturale care implică necromanția, profeția și influențe nefirești asupra animalelor de pradă și asupra comportamentului uman. Obiectivul său principal este să tragă în jos civilizația, de obicei, răspândind distrugerea și însămânțând conflictul peste tot.
Personajul a apărut prima oară în romanul Apocalipsa (The Stand) ca un personaj demonic, care face ravagii după ce un virus mortal mutant ucide cea mai mare a populației umane. A doua apariție a sa este în romanul Ochii dragonului (The Eyes of the Dragon) unde este un vrăjitor malefic care încearcă să arunce în haos orașul fictiv medieval Delain. Flagg apare de mai multe ori în seria epică Turnul întunecat unde este unul dintre principalii antagoniști. În această serie, Flagg încearcă să zădărnicească acțiunile protagonistului Roland Deschain care încearcă să ajungă la Turn, piesă fundamentală a întregii existențe, astfel încât să poată deveni un zeu. În Turnul întunecat este prezentată pe larg povestea lui Flagg și motivațiile sale și face legătura cu aparițiile sale anterioare.

## Apariții
Poezie
- "The Dark Man"

Romane
- The Stand
- The Eyes of the Dragon
- seria Turnul Întunecat
- Hearts in Atlantis
- Gwendy's Button Box

Televiziune
- Virus mortal
- The Stand (miniserial din 2020)